# George Duke
George Mac Duke (12. januar 1946 i San Rafael, Californien - 5 august 2013 i Los Angeles USA) var en amerikansk pianist og komponist.
Han er bedst kendt for sit arbejde med Frank Zappa og som en yderst funky, stilbevidst og -skabende musiker og kapelmester. Samtidig er han en stærk performer. George Duke producerede Savage Roses comeback-album Black Angel fra 1995.